# Looküla
Looküla – wieś w Estonii, w prowincji Harju, w gminie Anija. Zamieszkana przez 47 osób (stan na 31.12.2013).